# Roger Adrià
Roger Adrià Oliveras (Barcelona, 18 de abril de 1998) é um ciclista espanhol.
Destacou como amador nas fileiras do conjunto Lizarte conseguindo vitórias como o Memorial Pascual Momparler e a Copa da Espanha de Ciclismo.
Estreiou como profissional em 2020 com a equipa Kern Pharma onde milita atualmente. Na terceira etapa da Volta a Burgos, o ciclista catalão deu-se a conhecer ao grande público do ciclismo depois de uma cavalgada em solitário caminho da meta no Picón Blanco. A façanha de Adrià, ainda que não chegou a se culminar com sucesso, foi reconhecida pelos aficionados e os meios de comunicação.

## Equipas
- Equipo Kern Pharma (2020-)